# Bathurstův ostrov (Kanada)
Bathurstův ostrov je jedním Ostrovů královny Alžběty v teritoriu Nunavut v Kanadě. Má rozlohu 16 042 km², délku 185–188 km a šířku 72 až 93 km, což z něj činí 54. největší ostrov na světě a 13. největší ostrov Kanady.
Ostrov má malou nadmořskou výšku (zhruba 330 m n. m.) až po nejvyšší bod Stokes Range s 412 m n. m. Dobré půdní podmínky vytvářejí bohatou vegetaci a podporují plošnější populaci volně žijících živočichů než ostatní arktické ostrovy.

## Historie
První osídlení je zařazeno přibližně k roku 2000 př. n. l. Okolo roku 1000 byl ostrov obydlen Thuly. V dobách objevování na začátku 19. století Inuité na ostrově nebydleli, i když o hojnosti zvěře na něm pravděpodobně věděli a jezdili tam lovit. Ostrov byl pojmenován po britském ministru kolonií lordu Bathurstovi. V roce 1851 zmapoval většinu západního pobřeží ostrova Robert Aldrich a George Henry Richards a Sherard Osborn v roce 1853 pobřeží severní. 
Kanadské národní muzeum přírodních věd, vedené renomovaným arktickým biologem Stewartem D. Macdonaldem, tu v roce 1973 založilo stálou arktickou výzkumnou stanici, využívanou do 80. let 20. století.